# Polyacanthia fonscolombi
Polyacanthia fonscolombi is een keversoort uit de familie boktorren (Cerambycidae). De wetenschappelijke naam van de soort is voor het eerst geldig gepubliceerd in 1861 door Montrouzier.